# Matiko

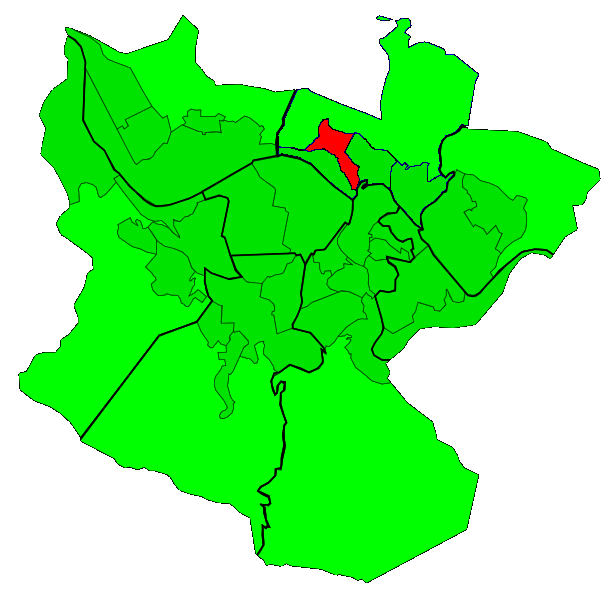
Ubicació de Matiko

Matiko és un barri de Bilbao dins el districte d'Uribarri. Comprèn la zona situada al sud de l'Avinguda Maurice Ravel que el separa de Lorategi-hiri. Limita al sud amb el barri de Gazteleku i a l'est/nord-est amb el barri d'Uribarri. Té 6.412 habitants i una superfície de 0.26 quilòmetres quadrats.

## Transports
- Euskotren: L'estació de Matiko pertany a la Línia 4 d'EuskoTren, que uneix Bilbao amb Lezama. Aquesta estació es troba sense servei des de l'any 2010, a causa de les obres de la Línia 3 de Metre. En el seu lloc, Euskotren ofereix transbords gratuïts en el tramvia de Bilbao als passatgers que tinguessin com a origen/destino una de les estacions del tram sense servei (Deusto - Zazpikaleak) en l'estació de Zazpikaleak, des d'on es continua cap al Txorierri amb tren.
- Metro de Bilbao: En 2013 entrarà en funcionament la Línia 3 de Metro, Matiko - San Antonio, que arribarà a l'estació de Matiko i connectarà amb l'estació d'EuskoTren.
- Bilbobus:

| Línia | Recorregut             | Freqüència (minuts)                   |
| ----- | ---------------------- | ------------------------------------- |
| 22    | Sarrikue - Atxuri      | 15´ (cada 12´ de 12:30 a 15:00 hores) |
| 26    | Uribarri - Termibús    | 14´                                   |
| 72    | Larraskitu - Gazteleku | 12´                                   |